# Птит-Тер
Птит-Тер (фр. Petite Terre) — острова в Атлантическом океане, к юго-востоку от основной части Гваделупы. Острова Птит-Тер необитаемы, и административно входят в состав коммуны Ла-Дезирад французского заморского департамента Гваделупа.

## География
Острова Птит-Тер представляют собой 2 острова — Тер-де-Ба (1,17 км²) и Тер-де-О (0,31 км²), и группу небольших коралловых рифов Baleine du Sud. Общая площадь островов составляет около 1,48 км².
Территория островов является охраняемым заповедником с сентября 1998 года. Из редких животных, обитающих на островах, следует отметить антильскую игуану (около 9500 особей). Острова Птит-Тер также являются важным пунктом в миграциях перелётных птиц и морских черепах, где они откладывают свои яйца. Общая площадь резервата Réserve naturelle nationale des Îles de la Petite-Terre, охватывающего острова и окружающую их часть морского пространства (842 га), составляет 9,9 км².

## Галерея

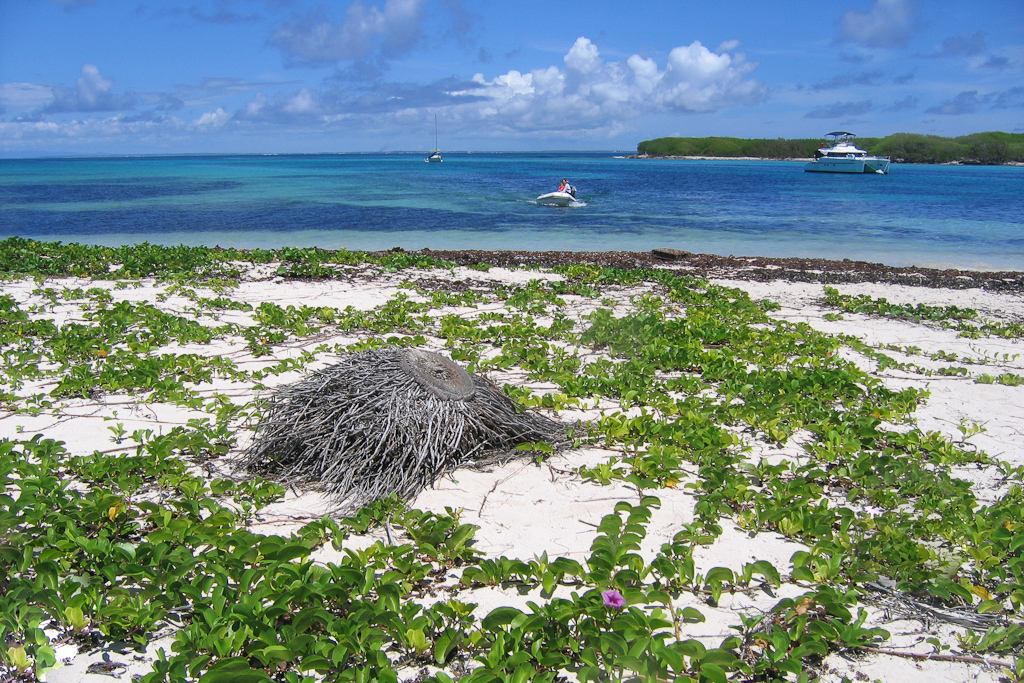
Вид на острова Птит-Тер
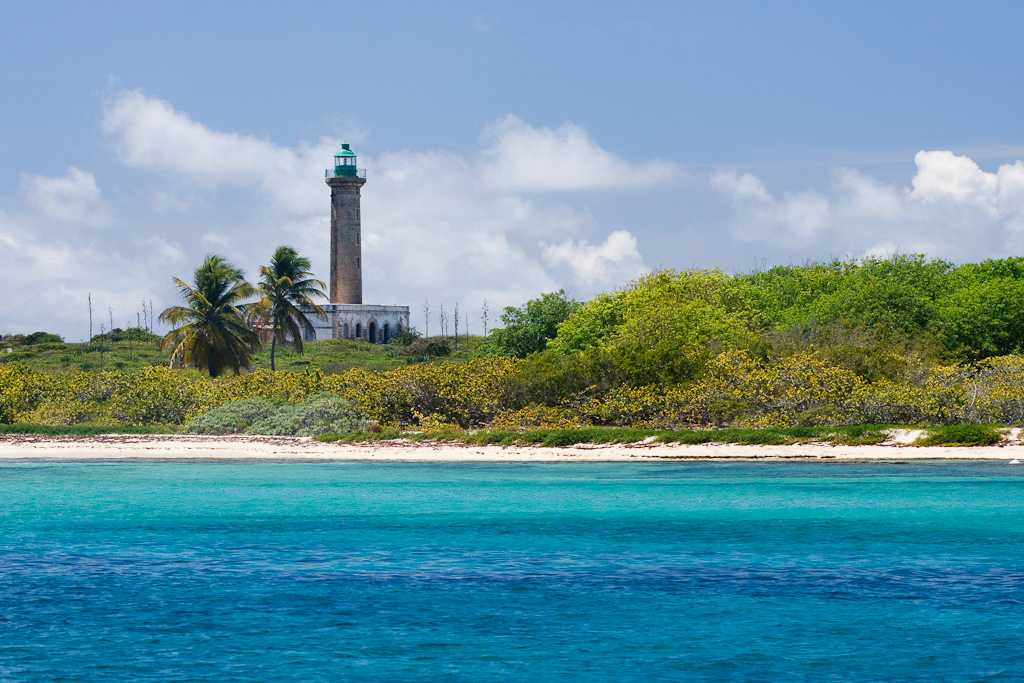
Маяк на острове Тер-де-Бас
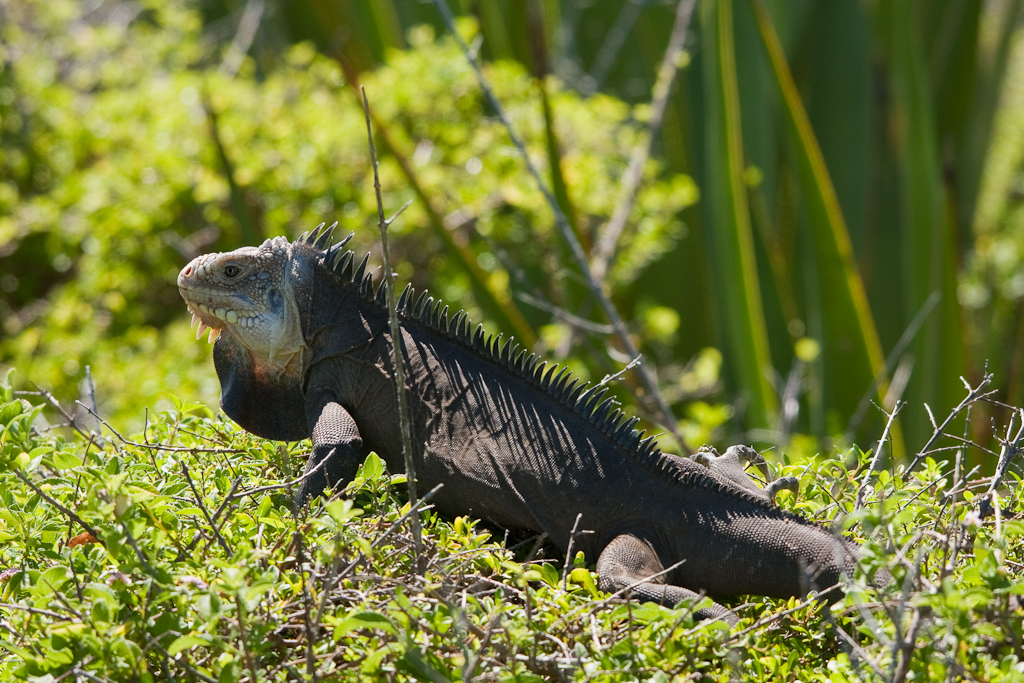
Игуана Малых Антильских островов